# Brice 3
Série
Brice de Nice
(2005)
Pour plus de détails, voir Fiche technique et Distribution.
Brice 3 (sous-titré « ... parce que le 2, je l'ai cassé ! ») est un film français réalisé par James Huth, sorti en salles le 19 octobre 2016. 
C'est la suite indirecte du film Brice de Nice sorti en 2005, mettant en scène le personnage du même nom incarné par Jean Dujardin.

## Synopsis
Dans un chalet en pleine montagne, Brice Agostini, désormais très vieux, raconte à des enfants ses faits d'armes insensés et la suite de ses aventures mouvementées en tant que Brice de Nice, le surfeur.
Alors qu'il vit dans une paillote niçoise avec son poisson rouge Fabrice à la suite de l'incarcération de son père, Brice découvre une bouteille à la mer contenant une carte postale de son meilleur ami Marius de Fréjus, qui réclame son aide. Le lendemain, le fan du film Point Break apprend que la mairie l'expulse de son logement, celui-ci devant être rasé afin de nettoyer la plage. Brice libère alors son poisson rouge dans la mer et décide de partir porter secours à Marius.
Ne sachant pas encore où se trouve celui-ci, il s’envole pour Hossegor où il retrouve son meilleur ennemi Igor, devenu l'esclave de Gregor. En ayant l'idée de retourner la carte postale, Igor permet de savoir où se trouve Marius. Brice et Igor partent alors pour Hawaï. Mais sur l'île, Brice voit son statut de « roi de la casse » menacé par un double maléfique, Colin de Cogolin, qui dirige un club de vacances.

## Fiche technique
- Titre : Brice 3
  - Sous-titre : « ... parce que le 2, je l'ai cassé ! »
- Réalisation : James Huth
- Scénario : James Huth, Jean Dujardin et Christophe Duthuron
- Musique : Bruno Coulais
- Décors : Pierre Quefféléan, Emmanuelle Pucci
- Costumes : Charlotte David
- Photographie : Stéphane Le Parc
- Montage : Antoine Vareille
- Production : Éric et Nicolas Altmayer, Marc Dujardin, Sonja Shillito
- Sociétés de production : Mandarin Production, M6 Films, JD Prod, Gaumont, Spartacus
- Société de distribution : Gaumont Distribution (France)
- Pays d'origine :  France
- Langue originale : français
- Genre : comédie
- Durée : 95 minutes
- Date de sortie[1] : 
  - France : 19 octobre 2016[2],[1],[3]

## Distribution
- Jean Dujardin : Brice Agostini, dit Brice de Nice / Colin de Cogolin
- Clovis Cornillac : Marius Lacaille, dit Marius de Fréjus
- Bruno Salomone : Igor d'Hossegor
- Alban Lenoir : Gregor d'Hossegor
- Noëlle Perna : Edwige
- Jean-Michel Lahmi : le chargé de mission
- Louis-Do de Lencquesaing : le docteur
- Camille L. Girardet : Camille de Vintimille
- Greg Matt Garcia : DJ Alex
- Gigi Velicitat : Jack
- Anteo Quintavalle : Anton Bourreau
- Aaron Brumfield : Logan
- Lilou Fogli : la fille cassée par Brice
- Katrina Grey : Braïce kisseuse
- Raymond Forestier : le chauffeur de taxi
- Richard Darbois : Bodhi (voix)
- Éric Massot : le marin Éric de Pornic
- Éric Collado : le marin Éric du Croisic
- Emmanuel Joucla : le marin Manu du Pouldu
- Lola Marois : l'hôtesse Natachatte
- Gaston Le Poisson : Fabrice Le Fish
- Carl Laforêt : Carl d'Arles

## Production

### Genèse et développement
Le deuxième volet devait faire appel à Alexandra Lamy et raconter l’histoire d’amour entre les deux personnages mais, puisque dans la vie privée les acteurs se sont séparés, Jean Dujardin a décidé de détourner le contrat en oubliant ce film, passant directement au troisième qui, chronologiquement parlant, se déroule bien après le premier[réf. souhaitée].
Le personnage de Jeanne, jouée par Élodie Bouchez, qui devient la compagne de Marius dans le premier film, ne revient pas dans cette suite.
Laurent Baffie, producteur associé du film, note que le titre du film : Brice 3, sous-titré : « Parce que le 2, je l'ai cassé ! », est une référence au titre que ce dernier avait donné à l'hypothétique suite de son film Les Clefs de bagnole. Lors de la dernière de l'émission Tout le monde en parle (juillet 2006), Baffie annonce sur un ton ironique qu'il compte faire une suite à ce film. Cette suite s'intitulerait Les Clefs de bagnole 3 et le sous-titre serait « Le 2 était tellement nul qu'on l'a jeté ! ».[réf. souhaitée]

### Attribution des rôles
Le film réunit les Nous Ç Nous, l'ancienne troupe de Jean Dujardin et Bruno Salomone, le temps d'une scène musicale.

### Tournage
Le tournage commence le 14 septembre 2015 pour s'étendre sur dix semaines, en passant de Nice à Bordeaux, en région parisienne ou encore en Thaïlande.

## Sortie
Le film est annoncé pour une sortie le 19 octobre 2016 par la presse numérique du cinéma, à cette occasion un premier teaser est rendu disponible,.

### Simulation de piratage
Le 13 octobre 2016, une vidéo présentée comme le film complet apparaît sur YouTube. Elle devient rapidement populaire, dépassant les 1,5 million de vues en l'espace de quatre jours. La vidéo se révèle être une parodie organisée par l'équipe du film où le personnage de Brice moque le spectateur en recherche d'une version illégale de l'œuvre originale, tout en s'inscrivant dans la campagne de publicité du film dont la sortie est imminente,,.

## Accueil

### Accueil critique
L'accueil du film par la presse française est globalement mitigé.
Le critique du Figaro parle d'un « naufrage » et d'un « océan de vacuité » ; pour le reste, selon lui, mis à part les quinze premières minutes du film, « on touche le fond ». Pour le critique de Libération, le film « n'est vraiment pas drôle et a perdu l'innocence du premier opus (...) Tout est réchauffé et radoté ». Télérama évoque la « bêtise assumée du film » et la « joyeuse mocheté de la mise en scène ».
Le critique du Monde salue l'esprit d'enfance du film qui continue à animer les personnages, et souligne la pertinence des thèmes politiques et sociaux qui structurent le scénario.

### Box-office
| Pays ou région | Box-office        | Date d'arrêt du box-office | Nombre de semaines |
| -------------- | ----------------- | -------------------------- | ------------------ |
| France         | 1 924 111 entrées | 23 novembre 2016           | 5                  |

### Diffusion à la télévision
Le film est diffusé le 21 février 2019 sur M6. Il réunit 1,978 million de téléspectateurs, soit une part de marché de 9,2%.